# Bak kut teh

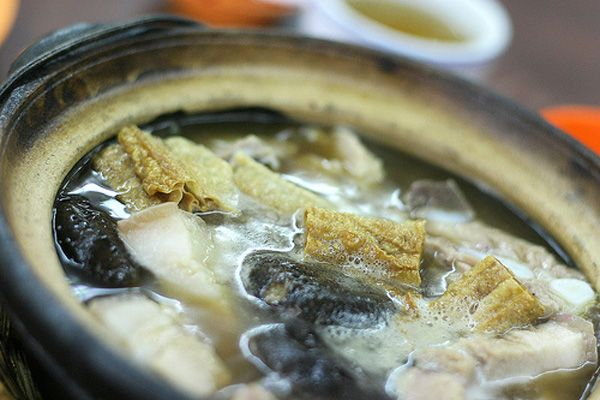
Bak kut teh

Bak kut teh (kinesiska: 肉骨茶) är en kinesisk soppa som är populär i Malaysia, Singapore, Kina och Taiwan och även angränsande regioner som Riau-öarna och södra Thailand. Namnet kan bokstavligen översättas som "kött-ben-te", och består i sin enklaste form av köttiga fläskrevben som puttrar i timmar i en komplex buljong av örter och kryddor (inklusive stjärnanis, kanel, kryddnejlika, kinakvanne, frön från fänkål och vitlök).
Kinesiskt te serveras ofta till i tron att det späder ut eller löser upp den kopiösa mängd fett som konsumeras i den fläskstinna rätten. Bak kut teh är vanligen en morgonmåltid.
Bak kut teh introducerades i Malaysia på 1800-talet av kinesiska kulier och arbetare av Hokkien-ursprung. Rätten skulle komplettera stuveriarbetarnas magra diet och fungera som en medicin för att stärka deras hälsa. Teochew-kineserna kom senare och den främsta visuella skillnaden mellan Hokkien-och Teochew-versionen av Bak kut teh är att i Hokkiens variant används mörk soja och soppan är därmed mörkare i färgen.